# Боде, Августин Клементьевич
Барон Августи́н Клеме́нтьевич де-Боде́ (1871—1915) — русский полковник, военный агент в США, герой Первой мировой войны.

## Биография
Православный. Из баронского рода Боде.
Окончил 2-й Московский кадетский корпус (1889) и Николаевское инженерное училище (1892), откуда выпущен был подпоручиком в 1-й саперный батальон. Позднее служил в 1-железнодорожном и 19-м саперном батальонах.
Чины: поручик (1894), штабс-капитан (1898), капитан (1900), подполковник (1904), полковник (1908).
В 1898 году окончил Николаевскую академию Генерального штаба по 1-му разряду. В 1900 году был переведен в Генеральный штаб. Состоял старшим адъютантом штаба 1-й гвардейской пехотной дивизии (1900—1902), помощником старшего адъютанта штаба войск Гвардии и Петербургского военного округа (1902—1904) и, наконец, штаб-офицером для поручений при этом же штабе (1904—1908). 11 января 1908 года был назначен военным агентом в США.
9 августа 1912 года назначен начальником штаба 4-й стрелковой бригады, с которой вступил в Первую мировую войну. Был награждён Георгиевским оружием
За то, что, будучи начальником штаба 4-й стрелковой бригады, в пятидневном бою 26—30 авг. 1914 г. на Щереке и Верещице, находясь ежедневно под сильным огнём противника, проявил редкое спокойствие, хладнокровие и, верно оценивая обстановку, своей деятельностью способствовал успеху боя.
2 ноября 1914 года назначен командиром 16-го стрелкового полка. В феврале 1915 года был ранен в бою у деревни Творильне, скончался от ран 22 февраля.

## Награды
- Орден Святого Станислава 3-й ст. (1900);
- Орден Святой Анны 3-й ст. (1903);
- Орден Святого Станислава 2-й ст. (1905);
- Орден Святой Анны 2-й ст. (6.12.1911);
- Орден Святого Владимира 4-й ст. с мечами и бантом (ВП 05.12.1914);
- Георгиевское оружие (ВП 24.02.1915).